# Suzy Favor Hamilton
Suzy Favor Hamilton (Stevens Point, 8 de agosto de 1968) é uma ex-atleta olímpica e ex-prostituta  norte-americana.
Corredora de provas de média distância, como os  800 metros e 1500 metros, começou a praticar o esporte aos nove anos de idade. Tetracampeã norte-americana dos 1500 metros, representou os Estados Unidos nas olimpíadas de Barcelona 1992, Atlanta 1996 e Sydney 2000.
Entre 2011 e 2012, prostituiu-se, com o nome de "Kelly Lundy", na cidade de Las Vegas e, ao ser descoberta pela mídia norte-americana, perdeu vários patrocínios, baseados na sua imagem de atleta, como o da empresa Nike Inc., entre outras.